# Vũ điệu thần tiên
Vũ điệu thần tiên (tên gốc tiếng Anh: Ballerina, còn có tên gọi khác là Leap! tại thị trường Mỹ) là một phim điện ảnh hoạt hình máy tính phiêu lưu hài hước nhạc kịch 3D năm 2016 của Canada và Pháp do Éric Summer và Éric Warin đồng đạo diễn. Phần kịch bản được thực hiện bởi Summer, Carol Noble và Laurent Zeitoun, với Klaus Badelt đảm nhiệm phần nhạc nền. Nội dung phim xoay quanh một cô bé mồ côi với giấc mơ được trở thành một diễn viên múa ballet tài giỏi bỗng nhiên có được cơ hội để theo học tại trường học múa ballet Paris Opera Ballet.
Vũ điệu thần tiên có sự tham gia lồng tiếng của Elle Fanning, Dane DeHaan, Maddie Ziegler và Carly Rae Jepsen. Phim được công chiếu tại các rạp ở Pháp và Vương quốc Anh vào tháng 12 năm 2016, và các quốc gia khác trong các tháng tiếp theo, trong đó có Canada vào ngày 24 tháng 2 năm 2017 và Việt Nam vào ngày 10 tháng 3 năm 2017. Phim được khởi chiếu tại Mỹ vào ngày 30 tháng 8 năm 2017 dưới tên Leap!, với Nat Wolff thay thế vai lồng tiếng của DeHaan, cùng thêm các vai lồng tiếng của Kate McKinnon và Mel Brooks.

## Nội dung
Vào những năm 1880, Félicie là một cô gái mồ côi nghèo 11 tuổi với mơ ước trở thành một nữ diễn viên múa ballet nhưng không được đào tạo một cách chính quy. Cô bé quyết định thoát khỏi vùng nông thôn Brittany để đến với Paris hoa lệ cùng cậu bạn thân Victor. Không một chút kinh nghiệm và không một xu dính túi nhưng với sự giúp đỡ của Victor và Odette (cựu diễn viên múa ballet tài giỏi) cùng với sự quyết tâm cao độ, Félicie chấp nhận đương đầu với vô số thách thức để theo đuổi đam mê của mình.

## Lồng tiếng
- Elle Fanning vai Félicie Milliner
- Dane DeHaan (Nat Wolff trong phiên bản Mỹ) vai Victor[4]
- Maddie Ziegler vai Camille Le Haut
- Carly Rae Jepsen vai Odette
- Terrence Scammell vai Mérante
- Julie Khaner vai Régine Le Haut[5]
- Mel Brooks (chỉ ở phiên bản Mỹ) vai M. Luteau[4]
- Kate McKinnon (chỉ ở phiên bản Mỹ) vai Régine Le Haut, Mẹ bề trên, và mẹ của Félicie[6]

Phiên bản tiếng Pháp của phim có sự tham gia lồng tiếng của nữ diễn viên Camille Cottin trong vai Félicie và nam diễn viên Malik Bentalha trong vai Victor.

## Sản xuất
Vũ điệu thần tiên được sản xuất tại L'Atelier Animation ở Montreal, Quebec, Canada. Các nhà làm phim đã sử dụng khuôn mẫu của Aurélie Dupont và Jérémie Bélingard, hai vũ công của Paris Opera Ballet, để chuyển các động tác nhảy thực tế lên phim hoạt hình. Dupont trở thành biên đạo múa de facto cho các phân cảnh sử dụng vũ đạo trong phim.

## Âm nhạc
Album nhạc phim được phát hành quốc tế bởi hãng Gaumont vào ngày 12 tháng 12 năm 2016. Album bao gồm các bản nhạc nền nguyên tác được biên soạn bởi Klaus Badelt, và các bài hát của các nghệ sĩ khác được sử dụng trong phim. Trong Vũ điệu thần tiên cũng có xuất hiện một số bài hát không có trong album như "Cut to the Feeling" và "Runaways" do Carly Rae Jepsen trình bày và "Suitcase" do Sia trình bày.

### Nhạc phim
| STT | Nhan đề                                               | Nghệ sĩ                         | Thời lượng |
| --- | ----------------------------------------------------- | ------------------------------- | ---------- |
| 1.  | "You Know It's About You"                             | Magical Thinker, Stephen Wrabel | 3:43       |
| 2.  | "Be Somebody"                                         | Chantal Kreviazuk               | 3:42       |
| 3.  | "Unstoppable"                                         | Camila Mora                     | 4:16       |
| 4.  | "Blood Sweat and Tears"                               | Magical Thinker, Dezi Paige     | 3:38       |
| 5.  | "Confident"                                           | Demi Lovato                     | 3:27       |
| 6.  | "Ballerina"                                           | Klaus Badelt                    | 4:05       |
| 7.  | "Dreams and the Music Box"                            | Klaus Badelt                    | 3:19       |
| 8.  | "Escaping the Orphanage"                              | Klaus Badelt                    | 3:50       |
| 9.  | "The Liberty Chase"                                   | Klaus Badelt                    | 3:56       |
| 10. | "Swan Lake, Op. 20a: Scene"                           | Chappell Recorded               | 3:11       |
| 11. | "Shannon Reel"                                        | Daniel Darras, Youenn Le Berre  | 2:38       |
| 12. | "You Know It's About You" (Piano & Voice Bonus Track) | Magical Thinker, Stephen Wrabel | 3:36       |

## Phát hành
Vũ điệu thần tiên được ra mắt tại Liên hoan phim Mon premier vào ngày 19 tháng 10 năm 2016, được công chiếu tại các rạp ở Pháp và Vương quốc Anh vào tháng 12 năm 2016, và các quốc gia khác trong các tháng tiếp theo. Entertainment One nắm quyền phân phối của phim tại Canada, với ngày công chiếu bắt đầu từ 24 tháng 2 năm 2017 tại Quebec và từ ngày 3 tháng 3 năm 2017 trên toàn Canada. Tại Việt Nam, phim được công chiếu vào ngày 10 tháng 3 năm 2017.
Vào tháng 5 năm 2016, The Weinstein Company mua được quyền phân phối cho Vũ điệu thần tiên tại thị trường Mỹ. Ban đầu phim được dự kiến khởi chiếu tại quốc gia này vào ngày 3 tháng 3 năm 2017 dưới tên Leap! Ngày công chiếu sau đó bị đẩy lùi xuống 21 tháng 4 năm 2017, cùng với xác nhận về việc bổ sung và thay thế một số vai diễn lồng tiếng với Wolff, Brooks và McKinnon. Sau đó, phim lại một lần nữa bị đẩy lùi ngày chiếu xuống 30 tháng 8 năm 2017.

## Tiếp nhận
Trên trang we tổng hợp kết quả đánh giá Rotten Tomatoes, Vũ điệu thần tiên nhận được 79% lượng đồng thuận dựa theo 29 bài đánh giá, với điểm trung bình là 5,9/10. Melissa Stewart từ tạp chí Insights của Úc gọi bộ phim là "một chuyến phiêu lưu ấm áp. [...] Với phần hoạt hình bắt được sự thanh tao của những động tác ballet, thật khó để không bị mê hoặc bởi các điệu múa xoay vòng hay đá chân. [...] Cuộc hành trình [của Félicie] sẽ tạo được tiếng vang với tất cả những ai đã từng gặp thất bại và cố gắng tìm cách để vực dậy.."